# Transports dans la Manche
Les transports du département français de la Manche sont marqués par la situation géographique de finistère d'une grande partie de ce département : la Manche se trouve à l'extrémité occidentale de grandes infrastructures de transport terrestre dont l'équipement et le trafic diminue d'est en ouest, et les transports maritime et aérien occupent une place importante.

## Transport routier

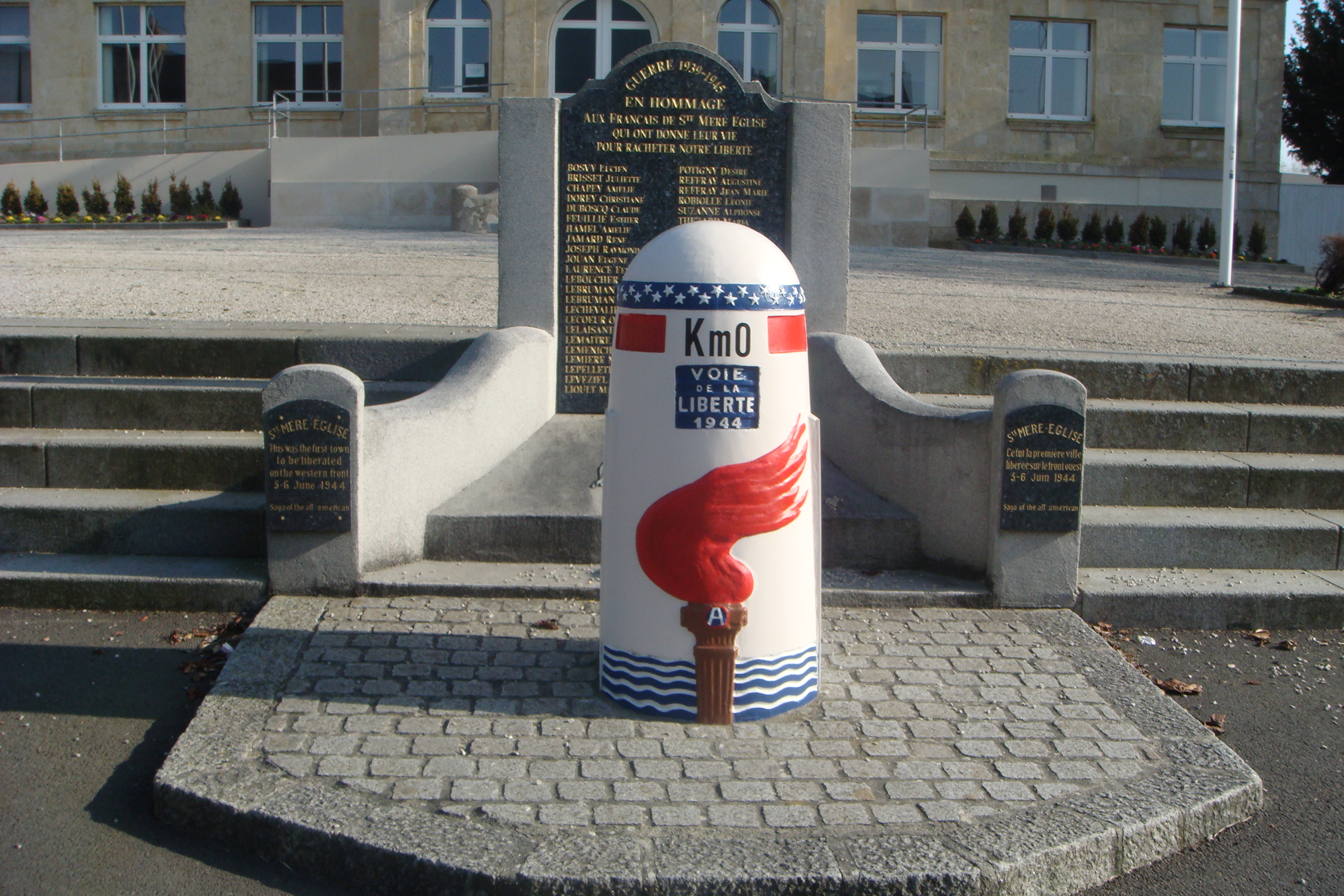
Borne marquant le kilomètre zéro de la Voie de la Liberté, à Sainte-Mère-Église.

### Infrastructures routières
Les trois axes routiers principaux du département sont l'autoroute A84, la route nationale 13 et la route nationale 174.
L'autoroute A84 relie Caen à Rennes, en desservant notamment Villedieu-les-Poêles et Avranches (où elle s'interrompt quelques kilomètres) : c'est l'une des seules autoroutes non concédées et gratuites de France.
La route nationale 13 relie Caen (dans le prolongement de l'autoroute A13 provenant de Paris) à Cherbourg-en-Cotentin, principale agglomération du département : si elle est entièrement à 2x2 voies, seuls les premiers kilomètres dans le département (jusqu'à Carentan) sont aux normes autoroutières et circulables à 110 km/h, la route comportant ensuite de nombreuses intersections à niveau entre Sainte-Mère-Église, Valognes et Cherbourg.
La route nationale 174 relie les deux premiers axes en desservant Saint-Lô, préfecture et deuxième agglomération du département : elle est intégralement aménagée en voie rapide.
La Manche, qui a été avec son voisin le Calvados le théâtre du débarquement du 6 juin 1944, est traversée par les premières dizaines de kilomètres de la Voie de la Liberté.

### Transport collectif de voyageurs
La Manche est desservie par le réseau régional de transport routier Nomad (anciennement Manéo), qui n'exploite plus que 9 lignes (11 l'été) dans le département après le transfert en 2021 de certaines lignes à la Communauté d'agglomération du Cotentin (voir ci-dessous).

## Transport ferroviaire

### Historique

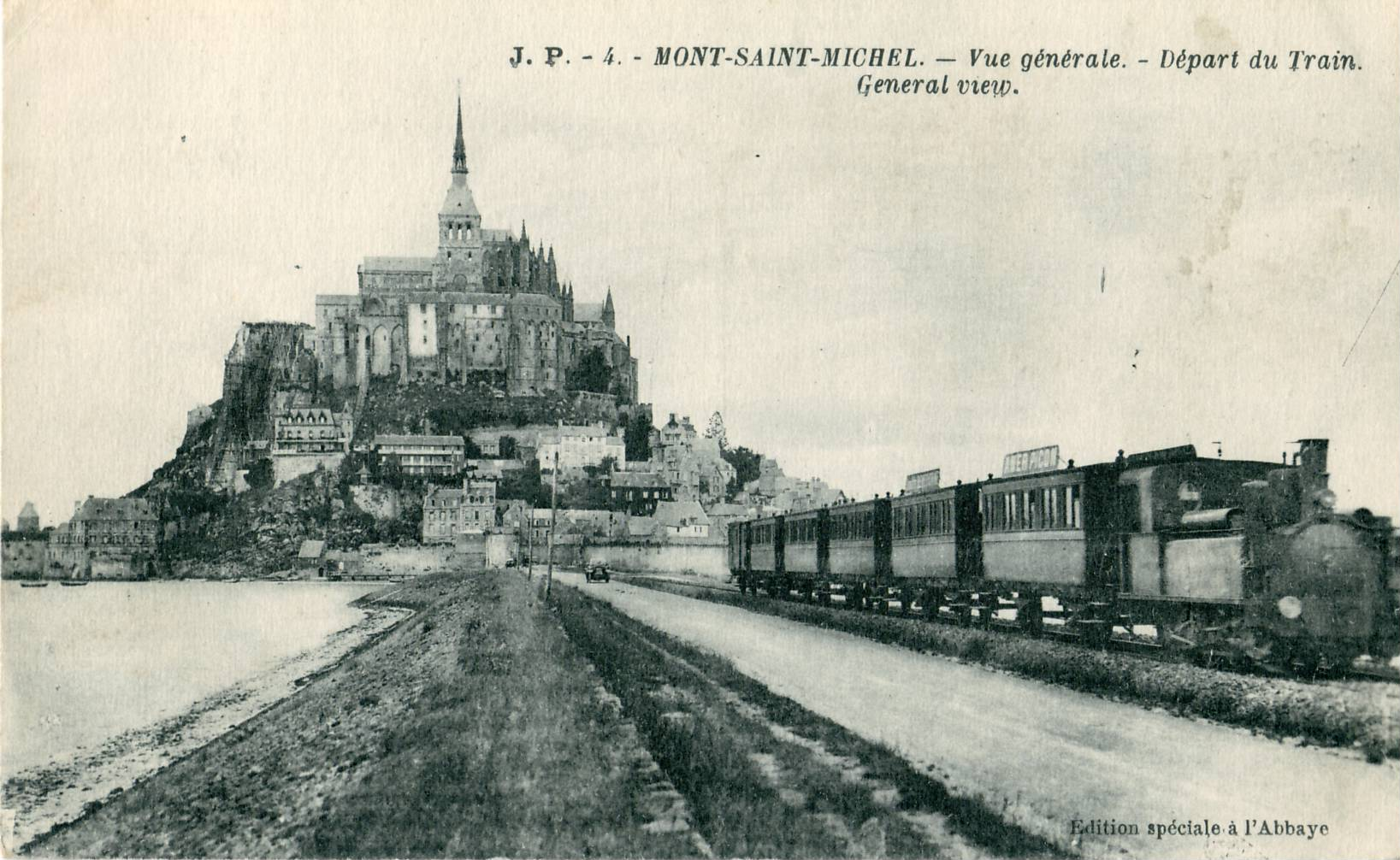
Un train de la Compagnie des tramways normands au pied du Mont-Saint-Michel au début du XXe siècle.

La ligne de Mantes-la-Jolie à Cherbourg et son antenne de Lison à Saint-Lô ont été les premières lignes ferroviaires du département, ouvertes respectivement en 1858 et 1860 pour relier le nord du département à Paris (Saint-Lazare). Le sud du département est à son tour relié à Paris (Montparnasse) en 1870 par la ligne d'Argentan à Granville. Il faudra attendre 1879 pour que le nord et le sud du département soient reliés par les derniers tronçons manquants de la liaison Caen-Rennes.
Le réseau d’intérêt général du département a principalement été développé par la Compagnie des chemins de fer de l'Ouest. À la fin du XIXe siècle, le chemin de fer d’intérêt général atteignait la plupart des villes et principaux bourgs du département, dont Avranches, Barneville-sur-Mer, Bricquebec, Carentan, Carteret, Cherbourg, Coutances, Granville, La Haye-du-Puits, Mortain, Pontorson, Saint-Hilaire-du-Harcouët, Saint-Lô, Valognes et Villedieu-les-Poêles.
Le nord-est du département, laissé de côté par le chemin de fer d'intérêt général, a été desservi à partir de 1886 par deux lignes de chemins de fer d’intérêt local à écartement normal, exploitées par la Compagnie des chemins de fer départementaux et organisées autour de la gare de Saint-Vaast-la-Hougue. La Compagnie des tramways normands puis la Société des chemins de fer de la Manche vont ensuite développer à partir de 1901 un réseau de chemins de fer d'intérêt local, essentiellement à écartement métrique. Les lignes d'intérêt local à écartement métrique fermeront dans les années 1930 et celles à écartement normal entre 1948 et 1950.
À partir de 1970, la liaison Paris-Saint-Lazare - Caen - Cherbourg est assurée par des Éléments à turbine à gaz (ETG), remplacés cinq ans plus tard par des Rames à turbine à gaz (RTG) : dans les deux cas, il s'agit des trains les plus modernes et les plus performants développés à cette époque en France pour des lignes ferroviaires non-électrifiées. L'électrification de la ligne en 25 kV – 50 Hz, accompagnée de quelques relèvements de vitesse à 200 km/h, interviendra en 1996. Des rames Corail tractées par des BB 16000 et BB 26000 prennent alors le relais sur les liaisons Paris-Cherbourg. L'électrification permettra également de tester des relations TGV entre Cherbourg et Lille (en 1997) puis entre Cherbourg et Dijon (en 2009) avec desserte de l'aéroport Charles de Gaulle : ces liaisons subventionnées seront rapidement abandonnées faute de fréquentation.
Depuis 2021-2022, les liaisons Paris-Cherbourg, intégrées au réseau Nomad (TER Normandie), sont assurées par des rames automotrices Omneo Premium.
|                                             |
| Le réseau ferroviaire à son apogée en 1930. |

|                                     |
| Le réseau ferroviaire de nos jours. |

|                                                    |
| Carte animée de l’évolution du réseau ferroviaire. |

### Situation actuelle

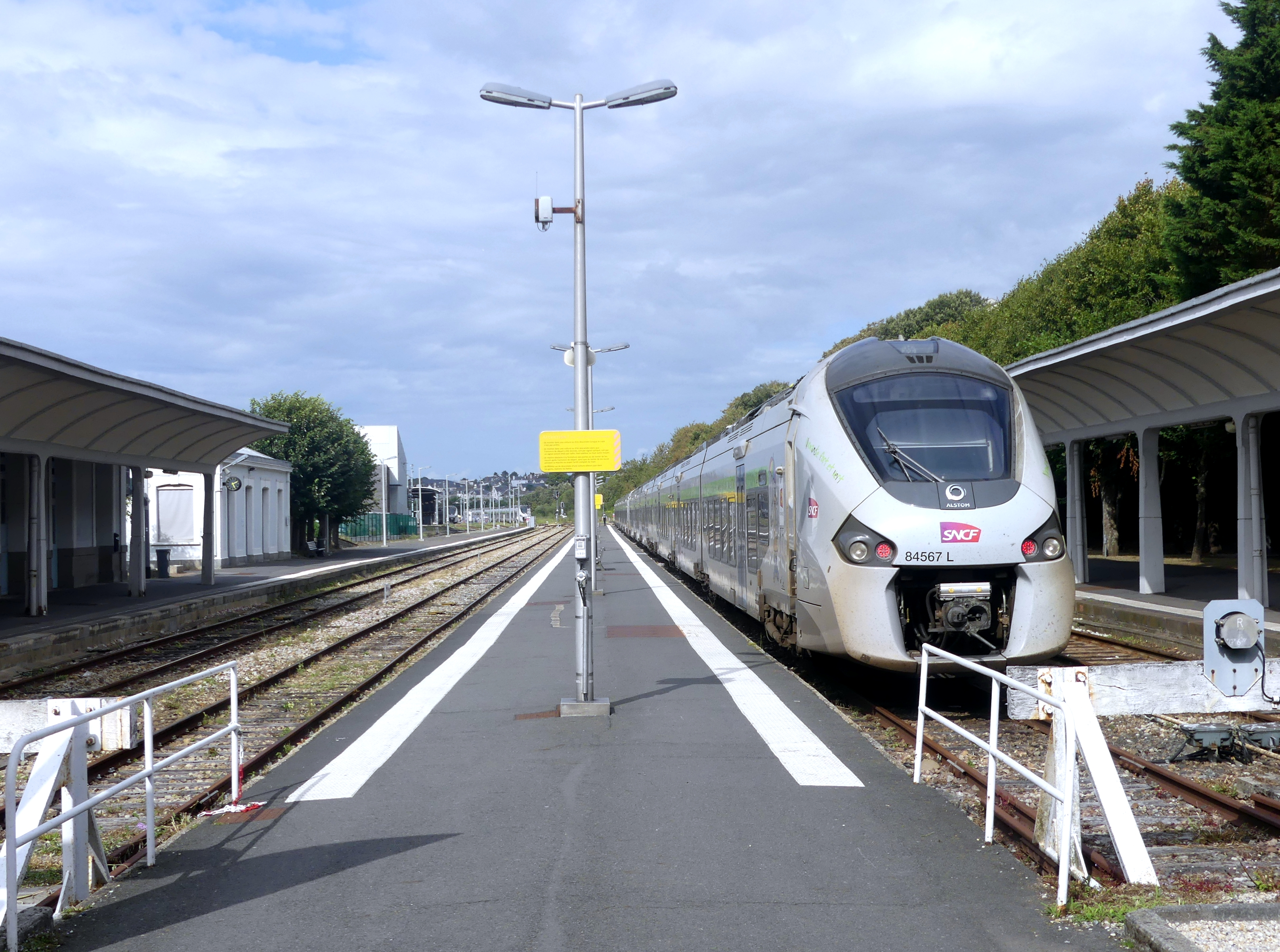
Une rame Regiolis en gare de Granville.

Les deux principaux axes ferroviaires du département sont les liaisons « Krono + » Paris-Saint-Lazare - Caen - Cherbourg (par la ligne de Mantes-la-Jolie à Cherbourg, à double voie électrifiée) et « Krono » Paris-Montparnasse/Vaugirard - Granville (par la ligne d'Argentan à Granville, partiellement à double voie et non-électrifiée). La gare de Cherbourg est la principale gare du département, avec 576 000 voyageurs en 2019, suivie de celle de Granville avec 264 000 voyageurs.
L'axe transversal « Citi » entre Caen et Rennes (par la ligne de Lison à Lamballe) est peu performant : de nombreux projets envisagent son amélioration.
Les autres lignes ferroviaires du département ont fermé et sont pour la plupart déclassées.

## Transport maritime

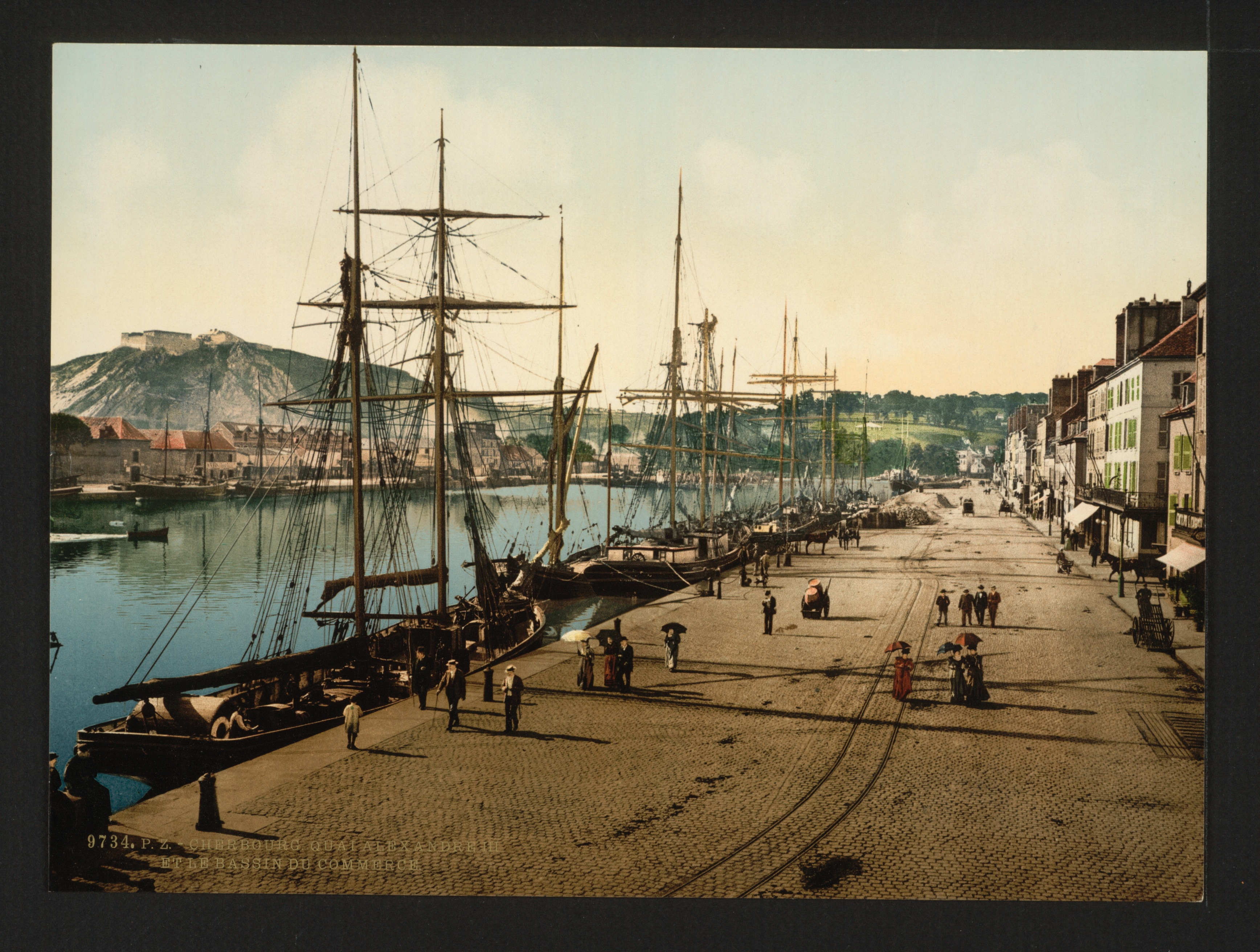
Le port de Cherbourg à la fin du XIXe siècle.

La Manche, qui borde le département et lui a donné son nom, est l'une des zones maritimes les plus fréquentées du monde.
Le port de Cherbourg est l'un des principaux ports de commerce, militaire, de passagers (liaisons vers la Grande-Bretagne et l'Irlande) et de plaisance de la côté française de la Manche.
De nombreux petits ports (Port Diélette, Port Racine, Granville ...) ponctuent le littoral avec un trafic de pêche, de plaisance et de passagers vers les îles anglo-normandes.

## Transport fluvial
Aucun cours d'eau n'est navigable dans la Manche.

## Transport aérien
L'aéroport de Cherbourg - Manche (anciennement Cherbourg - Maupertus) n'accueille plus de liaisons aériennes régulières commerciales, mais des vols charters et des vols spéciaux (pour Naval Group vers Toulon) sont assurés occasionnellement, en plus d'une activité d'aviation sanitaire, de loisirs, d'affaires et de fret. Les aéroports les plus proches avec des liaisons régulières commerciales sont ceux de Caen-Carpiquet et Rennes-Bretagne.
Les aérodromes d'Avranches - Le Val-Saint-Père, Granville-Mont-Saint-Michel et Lessay sont essentiellement dédiés à l'aviation de loisirs.

## Transports en commun urbains et périurbains
La communauté d'agglomération du Cotentin, Saint-Lô Agglo, la communauté d'agglomération Mont-Saint-Michel-Normandie et, depuis le 1er juillet 2022, la communauté de communes de Granville, Terre et Mer sont autorités organisatrices de la mobilité sur leur territoire et organisent des services de transport dans leur ressort territorial.
Le réseau Cap Cotentin s'étend depuis 2021 sur l'ensemble de la Communauté d'agglomération du Cotentin (où il a repris certaines lignes anciennement opérées par le réseau régional Nomad), alors que le réseau Zéphir Bus qui le précédait se limitait au centre de l'agglomération. Ce réseau propose une trentaine de lignes urbaines et périurbaines régulières, des lignes de nuit et du transport à la demande. Cherbourg posséda un réseau de tramway à vapeur puis électrique de 1896 à sa destruction en 1944.
Les réseaux SLAM BUS (Saint-Lô) et Neva (Granville) sont plus réduits, avec respectivement cinq et trois lignes régulières, et ne couvrent qu'une petite partie de Saint-Lô Agglo et de la Communauté de communes de Granville, Terre et Mer.
Bien qu'ayant pris la compétence transport, la communauté d'agglomération Mont-Saint-Michel-Normandie n'organise pas de ligne régulière de transport en commun. Avranches possédait une petite ligne de tramway au début du XXe siècle.

## Modes doux
Le département est traversé par plusieurs voies vertes, véloroutes et sentiers de grande randonnée.

## Projet
Il existe un projet de pont ou de tunnel Jersey-France. Cette idée avancée des deux côtés du bras de mer qui sépare l'île anglo-normande de Jersey de la France porte sur la réalisation d'un ouvrage d'art qui permettrait une liaison routière et ferroviaire directe entre l'île de Jersey et la Normandie.